# Callophrys olivacea
Callophrys olivacea är en fjärilsart som beskrevs av Blachier 1909. Callophrys olivacea ingår i släktet Callophrys och familjen juvelvingar. Inga underarter finns listade i Catalogue of Life.